# Greta Marisa Pena
Greta Marisa Pena (Río Cuarto, 1975) es una abogada, periodista, investigadora, activista lesbo-feminista especialista en políticas de públicas en materia de discapacidad, diversidad sexual, derechos humanos e Igualdad de género. Ha sido titular del INADI desde el 10 de enero de 2023 al 10 de diciembre de 2023.

## Biografía
Greta Pena estudió el Bachiller en el Colegio Nacional de Buenos Aires entre 1988 y 1993.  Obtuvo una titulación de técnica en periodismo en Taller Escuela Agencia, (TEA) cursada desde 1993 hasta 1996.
Se graduó como abogada en la Facultad de Derecho de la Universidad de Buenos Aires en 2011.
Comenzó su carrera en el sector público en 1997, inicialmente como asesora del bloque Frepaso.
Entre fines de 1999 y diciembre de 2001, ocupó el cargo de Jefa de Gabinete en la Secretaría de Derechos Humanos durante la gestión de Fernando de la Rúa.
En 2007, durante el primer gobierno de Cristina Fernández de Kirchner, se incorporó al Instituto Nacional contra la Discriminación, la Xenofobia y el Racismo (INADI), donde fue Directora de Prevención e Investigación de Prácticas Discriminatorias,  hasta el año 2010.
Desde comienzos de 2010 hasta fines de 2011, se desempeñó como Coordinadora de Prevención y Protección de Derechos y luego Asesora de Gabinete en la Subsecretaría de Promoción de Derechos Humanos de la Nación.
En 2014 fue Directora Nacional de Articulación y Enlace entre los Ministerios Públicos hasta principios de 2016, posteriormente fue Asesora en Dirección de Políticas de Género en la Procuración general de la Nación hasta noviembre de 2020, y a través del decreto 948/2020 desde esa fecha hasta marzo de 2022, como Subdirectora ejecutiva de la Agencia Nacional de Discapacidad  y de allí al cargo de Subsecretaria de Políticas de Diversidad del Ministerio de las Mujeres, Géneros y Diversidad.
El 1 de mayo de 2016 fue designada para cumplir funciones en el despacho de la senadora Sigrid Kunath.
Fundó la asociación civil "100% Diversidad y Derechos", de la cual fue directora entre 2015 y 2018.
También brindó orientación política en la Cámara de Diputados durante los años 1997 a 1999, y en la Cámara de Senadores desde 2002 hasta 2004, en el Ministerio de Seguridad, y el Ministerio Público Fiscal.

### Dirección en el INADI

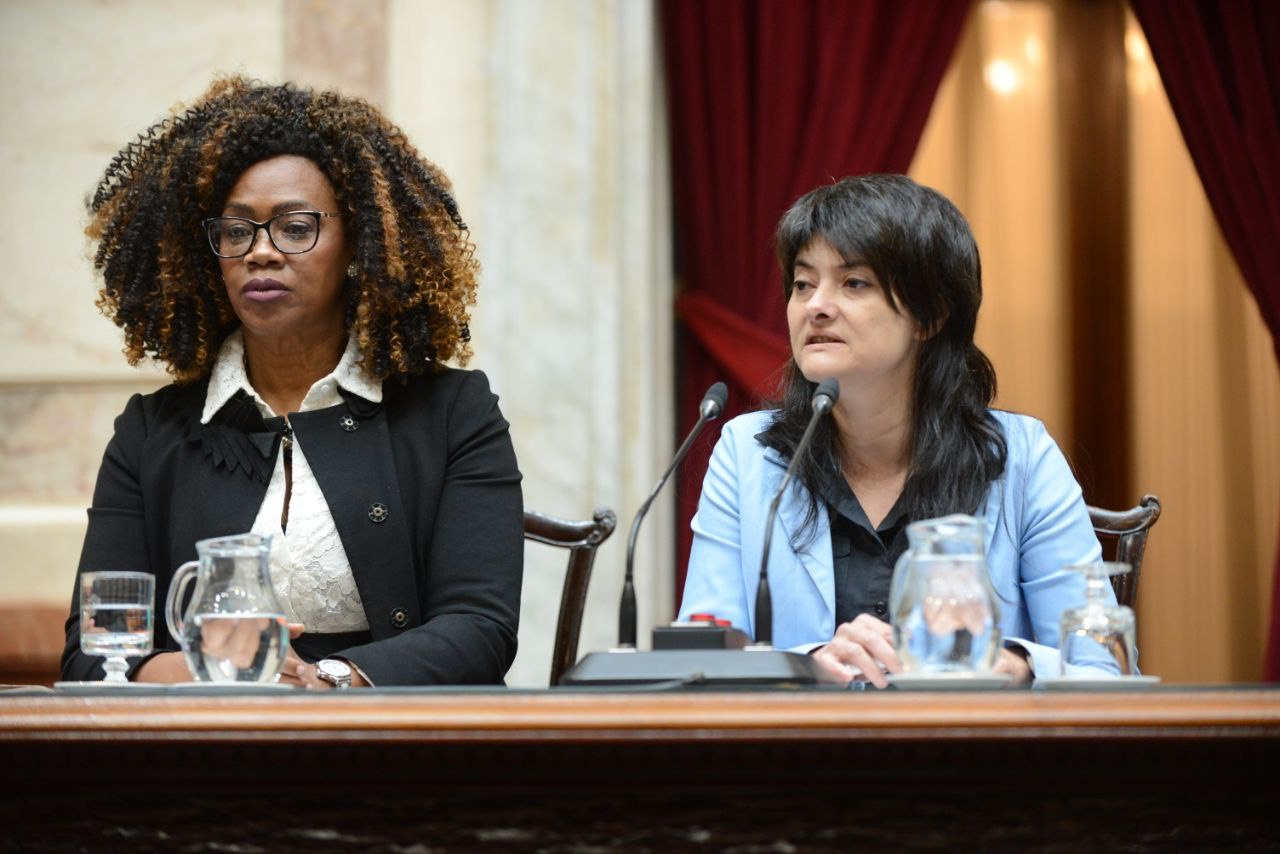
Epsy Campbell Barr y Greta Pena en la primera Asamblea Nacional de Mujeres, Lesbianas, Bisexuales, Travestis, Trans y No Binaries Afrodescendientes de Argentina del 2023

Tras la renuncia de Victoria Donda el 29 de diciembre de 2022, fue designada como titular del INADI a través del decreto 15/2023 en enero de 2023 firmado por el entonces presidente Alberto Fernández. Esto implicó su renuncia en el Ministerio de las Mujeres. Su nombramiento en el INADI se produjo en un contexto de prórroga de la intervención del organismo, establecida hasta diciembre de 2023.

Vengo al INADI para que sea el faro de los consensos que fuimos construyendo como sociedad, que se basan en la libertad, la igualdad y la no discriminación por ninguna condición. En ese camino, la educación será la herramienta privilegiada para que la Argentina ponga como valor su potente condición de comunidad diversa y plural.
Nuestros objetivos serán profundizar el federalismo, fortalecer a las organizaciones de la sociedad civil de defensa de derechos y acercar al INADI a cada habitante de nuestro país.
Greta Pena, 2023 

### Docencia e investigación
El ejercicio de Greta Pena como abogada, educadora e investigadora destaca por su compromiso con la promoción de los derechos humanos y la equidad y diversidad a través de la sensibilización y capacitación. Una de sus investigaciones titulada Personas travestis y trans en conflicto con la ley penal (publicada en 2021) se enfocó en la creación de tribunales especializados en violencia de género, reflejando un abordaje a problemas sociales urgentes desde una perspectiva legal y de políticas públicas. Además, como educadora, dicta cursos sobre género y sexualidades, así como acceso a la justicia para personas LGBTI+ y diversidades familiares, tanto en instituciones estatales como en la sociedad civil.
Su enfoque múltiple e interdisciplinario está comprometido con la inclusión y la igualdad en todas sus formas, y con el abordaje de problemáticas complejas desde una perspectiva integral y se refleja en la amplitud de los temas que trata en sus trabajos, que van desde la discapacidad hasta las comunidades étnico-raciales y las diversidades religiosas.  A través de su labor, Greta Pena busca no solo investigar y educar, sino también promover cambios significativos en la sociedad, impulsando una agenda inclusiva y respetuosa de los derechos humanos. 

### Ámbito regional e internacional
La trayectoria de Greta Pena también se caracteriza por su activismo y participación en destacados foros internacionales. Entre sus logros destacan su intervención ante la Corte Interamericana de Derechos Humanos en Costa Rica, donde abordó temas cruciales sobre diversidad sexual e identidad de género. Asimismo, fungió como representante del Consejo Intergubernamental Iberoamericano de Discapacidad, contribuyendo a promover políticas inclusivas en la región. Además, tuvo un papel fundamental en el proceso de redacción de la Declaración de Antigua de UNICEF, consolidando su compromiso con la defensa de los derechos humanos y la igualdad en particular para las niñas y mujeres migrantes.
Además fue representante de Argentina ante los Grupos Permanentes de Discriminación, Xenofobia y Racismo, y Género y Diversidad Sexual en las Reuniones de Altas Autoridades en DDHH y Cancillerías del Mercosur (RAADDHH).

## Vida personal
Es abiertamente lesbiana, está casada y tiene dos hijas en comaternidad.

## Publicaciones
- Pena, Greta; Saavedra, Lucila; Parra Hurtado, Patricia (junio 2021). «Personas travestis y trans en conflicto con la ley penal: impacto de la ley de identidad de género. Estudio de casos del periodo 2013-2019.» (PDF).  En Castro Romero, Rodrigo; Ciancaglini Troller, Ágatha, eds. Dirección General de Políticas de Género (Av. de Mayo 760 (C1084AAP) - Ciudad Autónoma de Buenos Aires): 80. Consultado el 24 de marzo de 2024.